# Jambagi(A), Bijapur
Jambagi(A) là một làng thuộc tehsil Bijapur, huyện Bijapur, bang Karnataka, Ấn Độ.